# Campeche
Campeche ou Campete é um dos 31 Estados do México. Faz limite com os Estados mexicanos de Yucatán, Quintana Roo e Tabasco, bem como com a Guatemala e o Belize. Tem área é de 50812 km², e população de cerca de 689 mil habitantes. A capital do Estado é a cidade de Campeche declarada Património Mundial em 1997. Separou-se do Estado de Iucatã em 7 de agosto de 1857.
A formação do Estado começou com a partir da cidade de Campeche, que foi fundada em 1540, quando os espanhóis começaram a conquista da Península de Yucatán. Durante o período colonial, a cidade era um porto rico e importante, mas declinou depois da Independência do México. Campeche era uma província de Yucatán, mas se separou em  meados do século XIX, principalmente devido aos atritos políticos com a cidade de Mérida. Hoje, muito do retorno econômico do Estado é devido à descoberta de petróleo no Golfo do México na década de 70, o que tornou as cidades costeiras como Campeche e Ciudad del Carmen importantes centros econômicos. O estado tem importantes sítios arqueológicos maias e coloniais, mas eles não são tão bem conhecido ou visto como outros de Yucatán.

## Origem do nome
O denominação original é de origem maia KaanPeech (do idioma maia: Kaan=serpente, Peech= carrapato, que se traduz: lugar de serpentes e carrapatos). Ao chegar os espanhóis castelhanizaram a pronúncia para "Campeche" e batizaram o lugar com o nome de Lázaro, por terem chegado num domingo de dia de São Lázaro.

## Escudo
O escudo do estrado foi outorgado em 1777, pelo rei Carlos III de Espanha. Os quadros vermelhos do escudo, marcam caminhos das torres prateadas dos quadros superior esquerdo e inferior direito, que expressam o valor de seus habitantes, como as torres manifestam a grandeza e poder na defesa de um quadrado.
Os navios dos quadrados superiores direito e inferior esquerdo, indicam a condição de porto marítimo importante e o azul que o enquadra, somada a estas virtudes a pureza de sentimentos, a lealdade e a honestidade. A cor prata das figuras representa integridade e firmeza. O remate da coroa real simboliza a grandeza e majestade de Campeche.

## História

### Período pré-hispânico

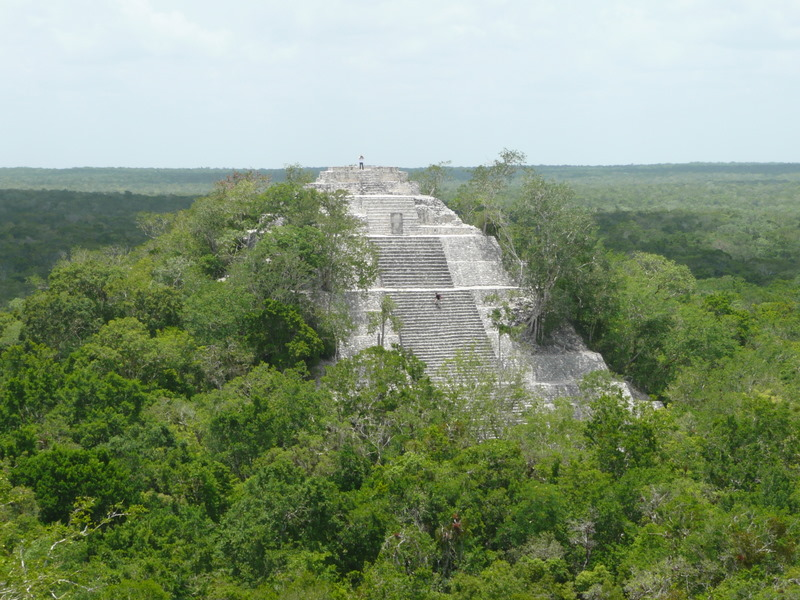
pirâmide na Zona Arqueológica Maia de Calakmul.

Os antepassados diretos dos maias, chegaram as terras de Campeche a aproximadamente 5.000 anos; grupos migratórios provenientes da Guatemala, Honduras e Chiapas, povoaram a  superfície do estado, fundando importantes cidades como Edzná, Santa Rosa Xtampak e posteriormente Calakmul e Becán, Dzibilnocac, El Aguacate e Alimoche,entre outras.
Durante os anos 600 a 900 d.C. se manifestou o máximo florescimento da civilização maia, este período é conhecido como período clássico da Mesoamérica; no entanto o século X, este mítico povo sofreu o chamado “colapso clássico” e cidades importantes foram abandonadas por causas desconhecidas, este fato permitiu a consolidação do grupo maia-chontal assentado na região sul do estado, dos quais retomaram as antigas rotas de comércio com os povos do altiplano central.
Ao desaparecer a Liga de Mayapán, que agrupava as principais linhagens da península, a princípios do século XI, Campeche ficou dividido em pequenos centros; e nestas condições sociais os conquistadores espanhóis encontraram este povo.

### Período Colonial
Os espanhóis Francisco Hernández de Córdoba e Antón de Alaminos, avistaram em 22 de março de 1517, as costas de "Can-Pech", senhor do senhor Sol Carrapato (hoje a cidade de Campeche) e batizaram como São Lázaro o povoado, pelas festividades religiosas desse dia. Pela costa chegaram até Chakanputun (hoje Champotón) e no dia 2 de abril de 1517, los guerreiros indígenas encabeçados pelo cacique do lugar Moch Couoh, atacaram os espanhóis impondo dolorosa derrota. Por causa das feridas que sofreu Hernández de Córdoba, faleceu dias depois em Cuba, por este fato os espanhóis batizaram o lugar com nome de “Baía da luta ruim”.
Poucos anos depois foi fundada a Villa de Campeche começaram os desembarques e ataques aos  povoados, e a detenção de navios no mar por piratas. Guillermo Parquer, Diego el Mulato, Lorencillo, Pie de Palo e outros, capitães de navios ingleses, holandeses, franceses e até portugueses aconteceram por muitos anos perto da Villa de Campeche.
Em 1774, durante o período colonial, Campeche recebeu o título de cidade e em 1784 foi declarado porto menor; no entanto, em 1804 por motivo da guerra contra Inglaterra, o porto foi fechado, o que causou grande descontentamento local e a primeira necessidade de criar uma autoridade independente de governo geral peninsular.
A cidade foi tomada e saqueada mas de uma vez, apesar da resistência de seus habitantes, gradualmente construíram suas muralhas, os fortalezas que se ligam e as outras defesas exteriores que ao final vieram a colocá-la sob certa proteção dos desembarques, assaltos e saques dos piratas.

### A Independência
Em 17 de setembro de 1821, a câmara municipal de Campeche, em sessão solene proclamou a independência a respeito da Espanha, e se pronunciou a favor do "Plano de Iguala". Em 14 de outubro de 1821, diante da presão pública contra Juan María Echeverri, último governante espanhol da província de Yucatán, se fez em Campeche, pela primeira vez na península.
Agustín de Iturbide é coroado novamente e agita os ânimos; os liberais deo Partido Sanjuanista, apoiavam a Constituição, e em 4 de março de 1823 destacado o "Plano de Casa Mata" as principais cidades da província de Yucatán: Mérida e Campeche, expussaram os iturbidistas. No entanto, se afiaram as discrepâncias políticas entre as duas cidades. Como a autoridade provincial em Yucatán tentava impor condições, os campechanos reconheciam a Junta Governativa Nacional não qualificada. Desta maneira, Campeche desconheceu a Junta Governativa Provincial, posteriormente em 29 de maio de 1823, Campeche declarou sua união ao México sob a condição de que fosse uma República Federal.
Em 1824, o deputado campechano no Congresso Nacional Constituinte, Joaquín Cáceres Armas, apresentou um projeto divisório da península nos estados livres que devia se denominar Mérida e Campeche. No entanto, não encontrou aprovação definitiva. Muitos e diversos foram os conflitos entre os grupos políticos da península yucateca, que oscilaram entre o federalismo e o centralismo; este era um reflexo da situação que imperava no país.
Até 1837, se manifestaram varios levantamentos contra a República Centralista, devido principalmente aos altos tributos, e impostos ao fisco com motivo da guerra contra o Texas.
Um dos movimentos encabeçou Jerónimo López de Llergo em Campeche, tomando Mérida em 20 de fevereiro de 1839, apoiado pelos federalistas. As forças triunfantes de López de Llergo declararam que Yucatán ficaria separado da nação enquanto não cedesse ao regime federal.
Em 8 de agosto de 1840 a legislatura de Yucatán concedeu a Campeche o título de “muy heroica y liberal” e no dia 22 daquele mês, declarou governador Santiago Méndez e vice governador Miguel Barbachano, ambos campechanos. Em 1841, a legislatura peninsular expediu um decreto indicando que como o governo da República não restabelecera o federalismo, esta legislatura assumiria as funções de Congresso Constituinte Nacional, e o governador as de Presidente da República. Em 31 de março de 1841, foi promulgada a Constituição de Yucatán cujo projeto participou o famoso campechano don Manuel Crescencio García Rejón y Alcalá. Esse código estabeleceu as liberdades de imprensa e cultos, aboliu os foros e implantou pela primeira vez em território mexicano o juizado de, criado por esse ilustre advogado.
As diferenças entre Campeche e Mérida foram polarizadas; o porto tenha interrompido seu comércio marítimo com Veracruz, e Mérida realizava o seu com Havana. A capital, Mérida se inclinava pela absoluta independência, e Campeche preferia a incorporação com o México. Don Andrés Quintana Roo foi o mediador para a solução do conflito, mas quando os fatos não foram da satisfação do gabinete presidencial, Santa Anna enviou uma expedição militar para submeter a península.
Em 30 de julho de 1847, se inicia na península o movimento social chamado Guerra das Castas de Yucatán; esta revolução indígena assolou cidades e povoados em toda a região, ironicamente seria também a causa da reincorporação definitiva de Yucatán ao resto do país. O governador Barbachano ao não encontrar resposta nas potências estrangeiras, solicitou ajuda ao governo do México que aporta 150 mil pesos e dois mil fuzis para a solução do conflito. Desta maneira, em 17 de agosto de 1848, Manuel Barbachano declarou a formal reincorporação de Yucatán a nação mexicana. O Congresso Constituinte reafirmou como governador Barbachano em 21 de agosto de 1849. Aprovou a reincorporação ao México em 28 de agosto, e expediu a terceira Constituição de Yucatán em 16 de setembro de 1850.

### O Novo Estado

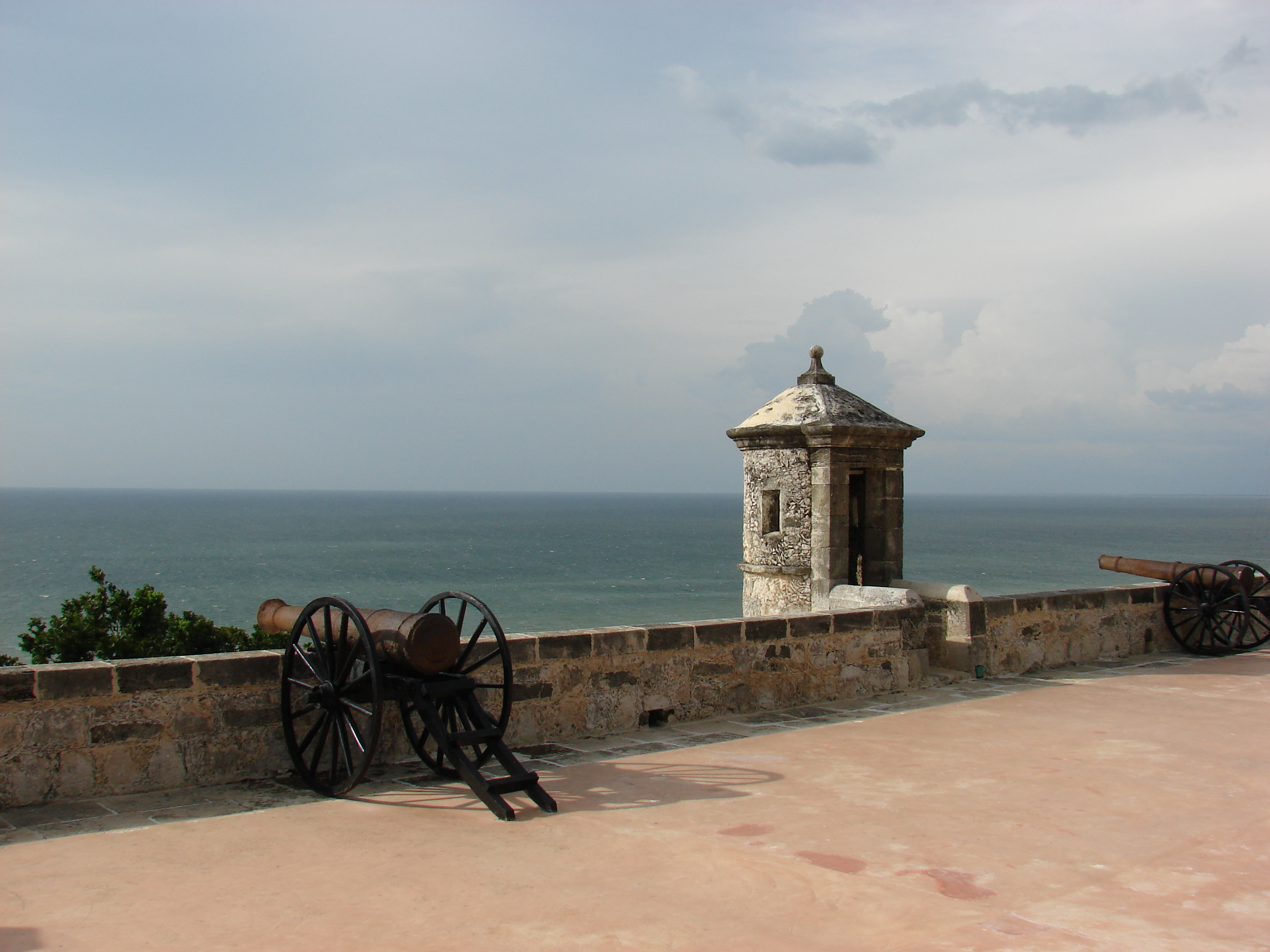
Forte de San Miguel em Campeche.

As eleições de 1857 provocaram uma cismas entre as fações políticas de Mérida e Campeche, isso gerou várias rebeliões na península, e una revolução em Campeche iniciada pelos jovens do estado com filiações liberais; alguns dos participantes nestas rebeliões foram: Pablo García, Tomás Aznar, Manuel Barbachano, Leandro e Miguel Domínguez, Ireneo Lavalle, Santiago Martínez, Rafael e Francisco Carvajal, José e Antonio García Poblaciones e Perfecto Baranda.
Na noite de 6 de agosto de 1857, 150 homens armados tomaram os principais fortes da cidade; as exigências dos rebeldes eram: a destituição da câmara municipal, e dez juízes criminais, a isenção de inscrição no mar de serviço da guardia nacional, e a união da causa de  Champotón, Isla del Carmen e a região do oeste doestado.
Hecelchakán, Dzibalche, Calkiní, Tenabo, Becal, Tinum, Nunkini, Hopelchén, Iturbide, Dzibalchen e
Bolonchenticul declararam que era sua vontade se integrar ao antigo Distrito de Campeche e
constituir uma nova entidade independente do resto de Yucatán e que forma parte da República Mexicana.
Em 3 de maio de 1858 os representantes de Campeche, Nicolás Dorantes y Avila e José García Poblaciones, e de Yucatán Alejandro García, José Antonio Cisneros e Nicolás Rendón redigiram em Halacho um convênio de divisão territorial, no que se fixaram os limites comuns e regularam as relações econômicas. O convênio foi ratificado em Mérida em 11 de maio do mesmo ano e publicado em Campeche no dia 15 de maio. A Junta Governativa de Mérida decreta em 18 de maio o novo estado de Campeche e reconhece como governador Pablo García, e como General e chefe das armas campechanas Pedro Baranda.

### O Império
As forças comandadas pelo imperialista Felipe Navarrete assediaram a cidade de Campeche, obrigaram a capturar as autoridades, e as expulsaram para Cuba. Como consequência, Yucatán e Campeche voltaram a se uma só entidade.
Em 1864, o comissário imperial José Salazar Llaregui pós em liberdade os presos políticos deu exílio para García e outros. No entanto, em 13 de agosto de 1866 explode um movimento armado no bairro de Santa Ana, e foi culpado o ex governador García, sendo recapturado. Posto em liberdade, fugiu para Tabasco, e com  apoio do governador desse estado Gregorio Méndez, organizou a campanha para recuperar Campeche. O exército imperialista foi vencido em Hecelchakán pelas forças de Manuel Cepeda Peraza em 24 de janeiro. Juan Carbo e Vicente Capmany invadiram a Isla del Carmen em 23 de abril, e Campeche foi tomada em 1 de julho de 1867, nesse mesmo dia a tropa republicana a mando de Vicente Capmany se apoderou do resto dos navios imperialistas.
O Congresso declara governador Pablo García para o período 1868-1871; no entanto, ao ser acusado no Congresso da União por ter impedido o funcionamento da legislatura, foi substituído por Tomás Aznar Barbachano.

### A Revolução
Francisco I. Madero como candidato presidencial esteve em Campeche em junho de 1909, acompanhado de sua esposa, e de José María Pino Suárez. Em 1910 se levantou em armas Manuel Castilla Brito, amigo de Pino Suárez, que havia sido designado por este para organizar o movimento madeirista revolucionário no estado como governador da província, iniciando sua campanha em maio de 1911, resultando como o triunfador nas eleições. Assumiu o cargo em 16 de setembro desse mesmo ano. Como consequência do assassinato de Madero e Pino Suárez, desconheceram  Victoriano Huerta e se levantou em armas em 10 de junho de 1913, apoiado pelo batalhão Aquiles Serdán, mas foram derrotados pelo general Manuel Rivera, posteriormente enviado como governador.
Seu mandato durou até 9 de setembro de 1914, quando entraram as forças constitucionalistas, entre as que venceram o general Joaquín Mucel Acereto, nomeado governador e comandante militar por Venustiano Carranza. Durante a administração de Mucel, foi abolido a escravidão dos peões das fazendas, se estabeleceu o município livre, e se publicou a lei agrária em 6 de janeiro de 1915. Mas o mais importante de seu período foi que em 30 de julho de 1917, expidiu a Constitução Política do Estado de Campeche.
Os governos pós revolucionários contribuíram muito para o desenvolvimento estatal, Angel Castillo Lanz (1928-1931) ditou a lei sobre proteção e conservação de monumentos e belezas naturais, e estabeleceu a escola normal rural de Hecelchakán; o doutor Héctor Pérez Martínez (1939-1943) criou o arquivo público, e o Departamento da fazenda, realizou as reformas constitucionais que aumentaram a 6 anos o exercício do poder executivo e 3 anos o municipal, só por citar alguns dos avanços.
Poucos são os acontecimentos importantes que marcaram o destino de Campeche, como o descobrimento que em março de 1971  realizou o pescador campechano Rudesindo Cantarell. Nessa data foi  reportado a Pemex em Coatzacoalcos, a  presença de uma enorme mancha de óleo de aproximadamente 7 km de comprimento, frente às costas de Ciudad del Carmen. Este fato em 1975 deu lugar a perforação do primeiro poço de petróleo marinho, que foi denominado Chac número 1 em honra ao Deus da chuvia dos maias, os resultados da perfuração revelaram a existência de un rico depósito. Em 1979 foram instaladas as primeiras plataformas marinhas fixas.
Um acontecimento que também exerceu influência na vida em Campeche, os conflito armado na América Central, em maio de 1984, entraram no território campechano 13000 refugiados guatemaltecos, e em 1986 este número aumentou com a chegada de mais 12500.
Ao final do século XX, novas tendências econômicas marcam pautas em Campeche com a instalação de empresas têxteis no território estatal. Ao mesmo tempo a capital do estado foi incluída na lista de cidades consideradas como Patrimônio Histórico da Humanidade pela UNESCO.

## Geografia
Campeche conta com uma extensão territorial de 56858,84 kmª de área, conforme os dados do INEGI, que inclui a superfície insular. Este representa 2.6% do território mexicano, o 17.º estado mexicano em extensão. O estado se encontra no limite norte e noroeste com o estado de Yucatán; a leste de Quintana Roo e Belize; a sul com a Guatemala e o estado de Tabasco, e oeste novamente com Tabasco e o Golfo do México.

### Geologia
Os solos do estado se classificam em: terra rosa e vermelha tropical do grupo laterítico, que se formam sob as condições de umidade abundante, e pela decomposição progressiva das rochas por causa da água; os gleissolos, constituidos com umidade excessiva, sob inundações constantes e com drenagem deficiente; arbumíferos, entre os que se encontram florestas. Existem outros tipos de menor importância; no caso dos solos litossolos com afloramentos de rocha e pântano.
Outros tipos de solo são encontrados, solo de savana limitado quase que exclusivamente para o sudoeste grande região de Campeche e da região Chenes, solos de várzea localizado sob as faixas estreitas ao longo dos rios Candelaria, Chumpán, Palizada e San Pedro a sudoeste, e finalmente o solo de arenoso em trechos da costa.
O uso de solo no estado com base em suas características de exploração, tem a seguinte classificação: 65,6% para uso florestal; 25,6% para agropecuária; 3,3% de uso agrícola; e no restante 5,5% estão os assentamentos humanos, a exploração minera, as fontes de água, etc.

### Topografia
A base continental se formou mediante a continua acumulação de fragmentos finos e grossos de carbonato de cálcio, e magnésio de origem marinha (calcário, durante os períodos eoceno e oligoceno). A superfície estatal é formada por rochas sedimentarias que descansam em formações terciarias e que não receberam movimentos orogênicos notáveis.
No sul da serra Seybaplaya, no município de Champotón, se inicia uma série de lomerías conhecidas como serra alta o Puuc, que se dirigem ao noroeste, até Bolonchen e ali penetram no estado de Yucatán, o estado de Campeche possui uma altitude média de entre 40 e 60 metros ao nível do mar, chegando a alcançar em alguns pontos mais de 210 metros, os picos mais conhecidos recibem os nomes de Boxol e El Morro.
Ao sudeste se encontra a parte mas elevada do relevo estadual, perto dos limites com Guatemala e Quintana Roo; as máximas altitudes estão próximas de Zoh Laguna, e as principais são: a serra Champerico como 390 metros de altitude, serra los Chinos 370 metros, serra el Ramonal 340 metros, serra el Doce 250 metros e serra el Gavilán com 210 metros.
Esta região é muita extensa, e sua superfície é quase plana, já que também se apresentam colinas separadas por extensas zonas baixas. Ao descer as partes mais altas até as baixa do centro e oeste de Campeche, o terreno aparenta formar uma espécie de baixo relevo, o que dá a região características de patamar baixo de superfície.

### Hidrografia

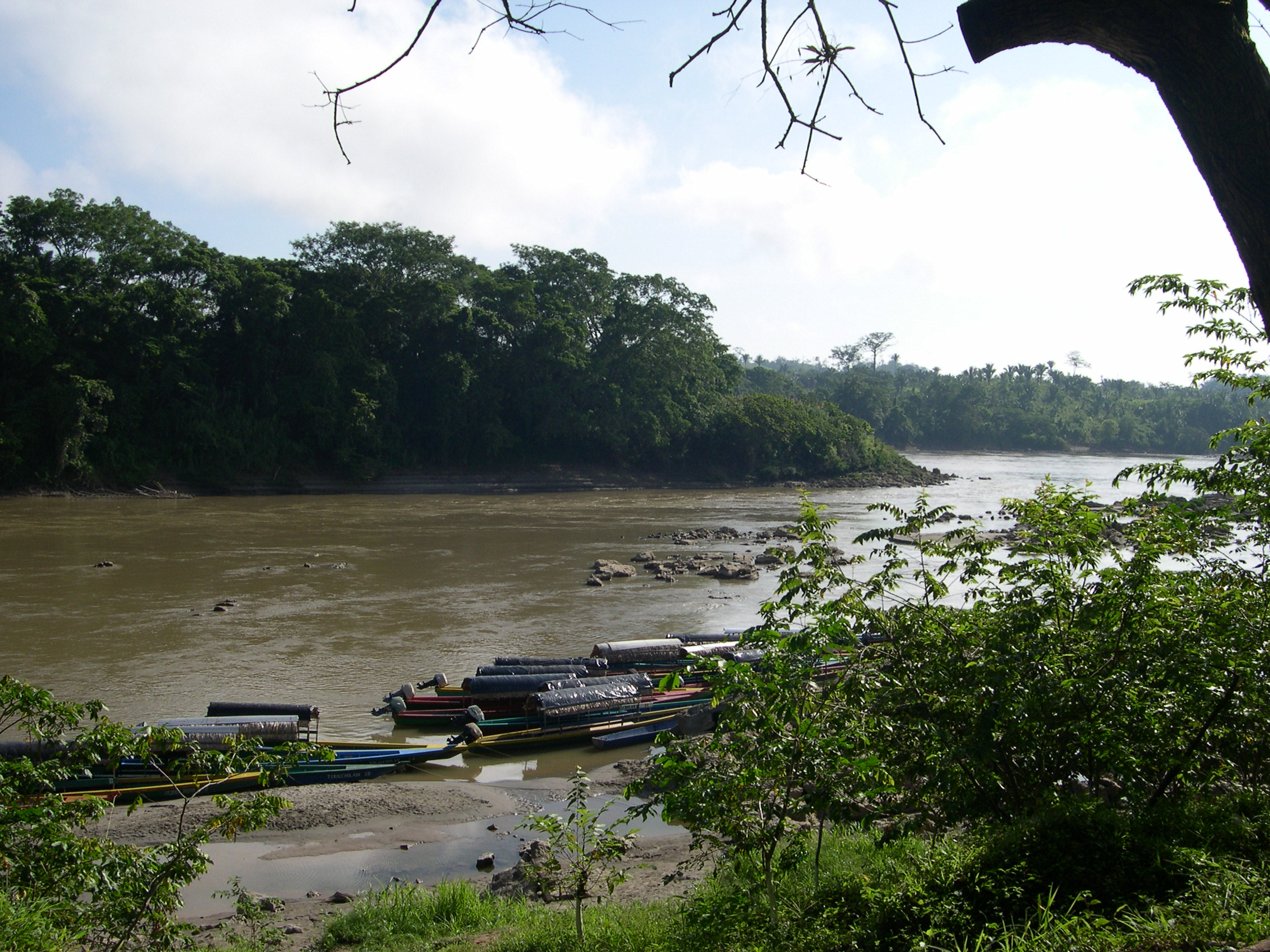
Rio Usumacinta

Campeche tem rios, lagos, lagoas e estuários, abundantes na porção sul e sudoeste, que vão diminuindo até chegar ao norte, devido e a rápida filtração de água no subsolo, apesar da quantidade de rios que atravessam a região. As correntes desta área pertencem a distintas bacias hidrográficas, a maior é o sistema rio Grijalva-rio Usumacinta, seguida pelas bacias do rio Candelaria, do rio Chumpán e rio Mamantel. No sistema Grijalva-Usumacinta, temos o rio baixo Usumacinta, um rio com tendência de causar alteração, o que ocasiona uma divisão de vários braços.
O Río Palizada, é um braço oriental do Usumacinta, mais caudaloso, e estreito, com sinuosidades numerosas, através de um terreno aluvial, baixo e pantanoso, coberto de exuberante vegetação; recebe as águas do rio Arroyo Blanco, segue seu curso até se unir ao rio Viejo, e desemboca na Laguna do Leste, onde também possui pequenas correntes dos rios Leste, Piñas e Marentes que finalmente desaguam em Laguna de Términos. O rio San Pedro é um  braço que deriva do Usumacinta, passa pelo povoado de Jonuta em Tabasco, e vai desembocar no Golfo do México.

Laguna de Término

O rio Chumpán fica isolado na planície, se forma pela união de vários córregos sendo os principais o Salsipuedes, San Joaquín e Piedad, corre na direção sul-norte e desemboca na Laguna de Términos pela boca de Balchacah. O rio Candelaria se forma na região de Petén, dentro de território guatemalteco, com uma trajetória geral de sul a norte. Já em Campeche recebe por sua margem direita ao Río Caribe, e desemboca na Laguna de Pargos, que mais abaixo deságua na Laguna de Términos. O rio Mamantel desemboca na Laguna de Panlau, e apresenta durante seu curso um drenagem deficiente sobre a superfície do terreno calcário.
A última bacia importante é a do rio Champotón que se encontra ao norte de Laguna de Términos, praticamente no centro do estado. Assim como o Mamantelm flui sobre solo calcário, com um curso curto e sem afluentes, desembocando no Golfo do México. O resto das correntes situadas no centro e sudeste do estado são temporais, pois só chega água nos períodos de chuva. Outro rasgo importante é o que forma as pequenas lagoas que rodeiam a Laguna de Términos, formando em conjunto o sistema de lagoas mais importante do país; de oeste a leste, tem a seguinte ordem: de Atasta, Pom, Puerto Rico, el Leste, del Vapor, del Corte, Pargos e Panlau.
A foramção destas lagoas já ocorre durante os últimos 5 mil anos, sobre tudo pela acumulação de sedimentação rebocada pelos rios, o que provoca a formação de barreiras arenosas ao redor das depressões do terreno. Para o nordeste deste sistema tem o estuário de Sabancuy, formado por barreiras de areia e manguezal.

### Clima
O estado de Campeche se encontra dentro da área tropical, isso faz com que se apresente um clima úmido, com chuvas principalmente no verão, que alcançam valores de precipitação de 900 a 2.000 mm de média anual; as precipitações mínimas são no final do inverno e início do verão. Há forte presença de onda de calor, na parte que faz fronteiras com a parte noroeste da Laguna de Términos, assim como na porção norte do estado. A temperatura média anual é de 32 °C graus, com valores máximas de 36 °C graus no verão, e mínimas de 19 °C graus no inverno.
Os ventos em Campeche tem o seguinte comportamento durante o ano: os ventos procedentes do noroeste se apresentam fundamentalmente nos meses de novembro a março; para os meses de setembro e outubro, o vento que vem do norte tende a se alinhas na direção leste-oeste; durante os meses de junho a agosto, os ventos que afetam esta região procedem do sudeste; em maio e abril estes ventos tendem pouco a pouco a mudar para direção sul-norte.
Em geral as brisas marinhas, que sopram de noroeste durante grande parte deo ano são os ventos dominantes. No inverno os "ventos nortes" ou tormentas de inverno, que são massas de ar frio e seco que se movem do noroeste, se originam no norte dos Estados Unidos e sul do Canadá, ao cruzar o Golfo do México pegam umidade, a qual se precipita nesta zona causando chuvas de novembro a janeiro. Nos meses de verão a região é visitada ocasionalmente por ciclones.
| Dados climatológicos para Campeche | Dados climatológicos para Campeche | Dados climatológicos para Campeche | Dados climatológicos para Campeche | Dados climatológicos para Campeche | Dados climatológicos para Campeche | Dados climatológicos para Campeche | Dados climatológicos para Campeche | Dados climatológicos para Campeche | Dados climatológicos para Campeche | Dados climatológicos para Campeche | Dados climatológicos para Campeche | Dados climatológicos para Campeche | Dados climatológicos para Campeche |
| Mês                                | Jan                                | Fev                                | Mar                                | Abr                                | Mai                                | Jun                                | Jul                                | Ago                                | Set                                | Out                                | Nov                                | Dez                                | Ano                                |
| ---------------------------------- | ---------------------------------- | ---------------------------------- | ---------------------------------- | ---------------------------------- | ---------------------------------- | ---------------------------------- | ---------------------------------- | ---------------------------------- | ---------------------------------- | ---------------------------------- | ---------------------------------- | ---------------------------------- | ---------------------------------- |
| Temperatura máxima média (°C)      | 29                                 | 31                                 | 33                                 | 35                                 | 35                                 | 34                                 | 34                                 | 33                                 | 33                                 | 32                                 | 30                                 | 29                                 | 32                                 |
| Temperatura mínima média (°C)      | 16                                 | 17                                 | 18                                 | 20                                 | 21                                 | 21                                 | 21                                 | 21                                 | 21                                 | 20                                 | 18                                 | 17                                 | 19                                 |
| Precipitação (mm)                  | 35                                 | 28                                 | 21                                 | 25                                 | 82                                 | 171                                | 162                                | 192                                | 226                                | 152                                | 70                                 | 44                                 | 1 212                              |
| Fonte: 14/07/2012                  |                                    |                                    |                                    |                                    |                                    |                                    |                                    |                                    |                                    |                                    |                                    |                                    |                                    |

## Ecossistemas
Campeche possui três áreas de proteção ecológica para a flora e a fauna, “a reserva da biosfera de Calakmul”; “Laguna de Términos” e “Los Petenes” na lei estatal de proteção ecológica que se soma no total uma área de 1.810,597 hectares de áreas naturais protegidas no estado.
Na área ístmica do estado as selvas se integram com a área de floresta, e nas costas se encontram dunas, mangues pantanosos, lagoas salobras, estuários.
Por suas características geológicas Campeche não tem depósitos minerais metálicos, e solo dispõe dos utilizados na industria da construção: pedra, areia, brita, calcário e gesso; os primeiros, se encontram na maior parte da do estado e os dois últimos, nas regiões próximas dos municípios de Hopelchén, Champotón e Calakmul.
Das pedreiras de calcário, segundo sua qualidade, impureza, compatação e mescla, se pode obter cimento, gesso e mármore. A argila, por sua parte, é potencialmente aproveitada para as cerámicas o como filtros e decolorantes a industria. Também se localizam salinas marinhas onde se obtém o cloreto de sódio.
Se destaca por sua importância nacional e mundial os depósitos de petróleo que existem no solo de Campeche, especificamente o município de Carmen; cifras do ano de 1997 revelaram que a produção diaria era de 2.299,000 barris de petróleo.

### Flora

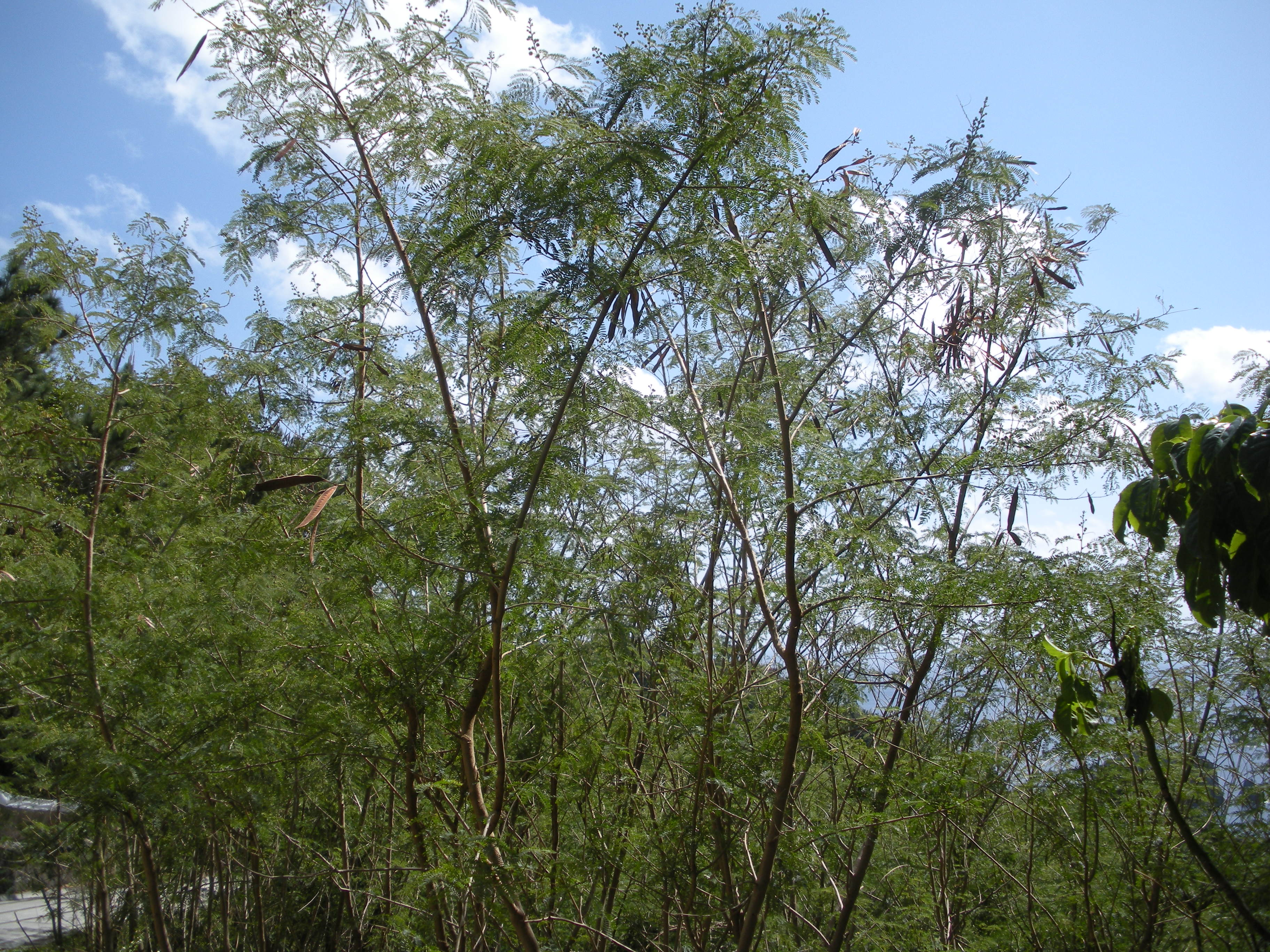
Vegetação comum no estado de Campeche.

As selvas tropicais são áreas naturais muito importantes, no só para Campeche mas também para todos os seres vivos, porque nelas habitam numerosas espécies de animais e de plantas que contribuem para produção de oxigênio.
As florestas são mais extensas no centro e sul do estado de Campeche. Nelas se localizam grande variedade de árvores; muitas são de madeiras preciosas como mogno, cedro.
As vegetações mais representativas são: floresta alta, com árvores que alcançam alturas entre 40 e 60 metros,  mogno e cedro; a floresta mediana com árvores entre 20 e 25 metros, e por último, na floresta baixa com árvores que tem entre 15 e 20 metros de altura, a vegetação original foi bastante devastada entre outras causas pelos cultivos agrícolas.

### Fauna

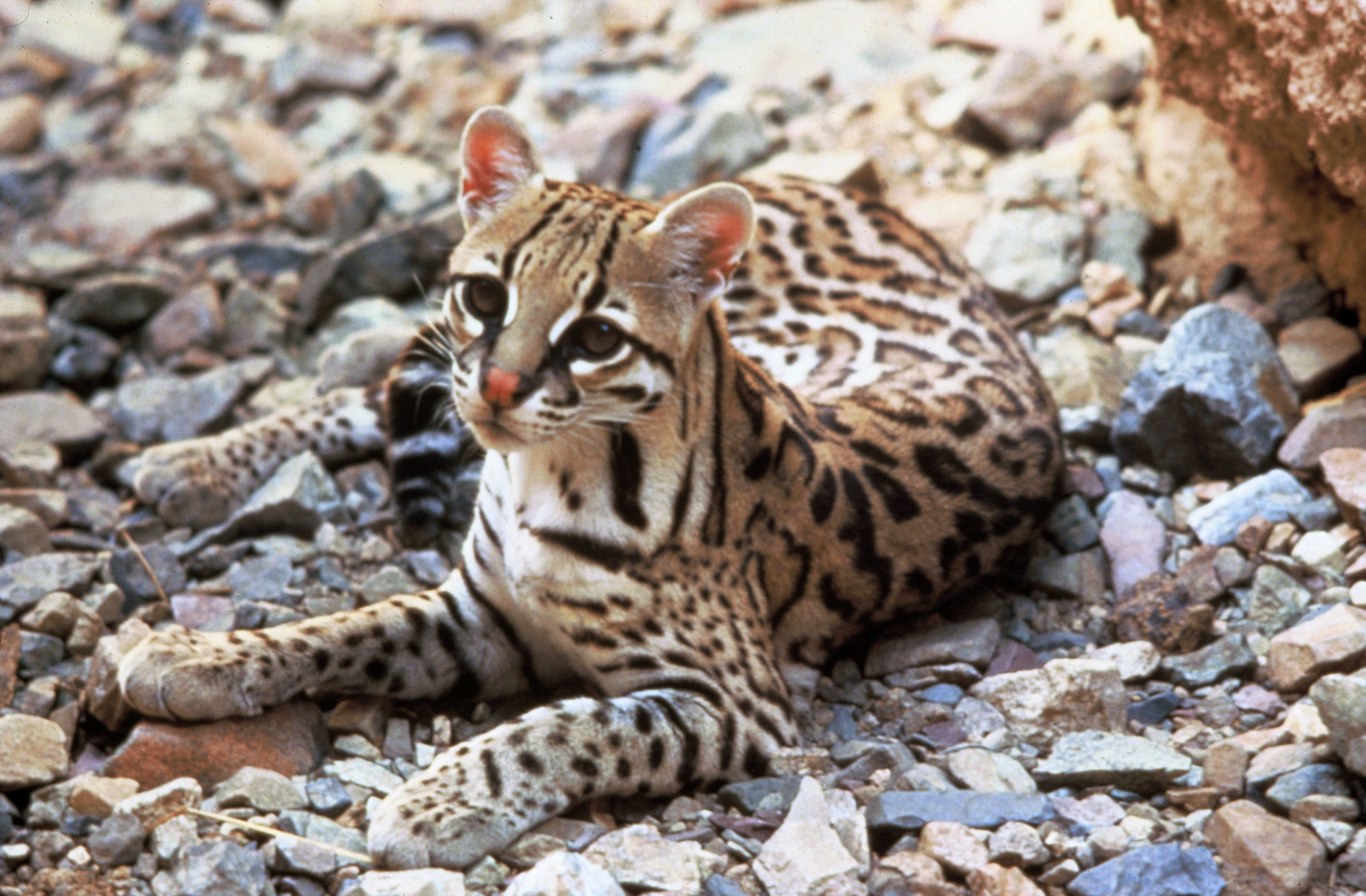
Espécie de Leopardo encontrado em Campeche.

Na fauna no estado são encontradas diversas variedades de animais principalmente nos seguintes espécies: jaguar ou tigre americano, jaguatirica, onça-parda, veado, javali, porco, guaxinim, kinkajou (valorizada pela sua pele), lebre, cutia, esquilo, tatu, macaco muriqui.
Existem também espécies de aves comestíveis, de aves aquáticas, e alguns premiados por sua beleza, por exemplo, pato da montanha, pombos, codorniz, cojolito, peru de escova, faisão real, rouxinol dourado, garça cardeal, pelicano, alcatraz, papagaio, arara, tucanos, águias, corujas, abutres  entre outros.
Entre os diferentes tipos de répteis são: o nauyaca, cascavel, cobra coral, tartarugas, tartaruga-de-pente, lagarto iguana e jacarés, e numerosos tipos de insetos.
Há em menor quantidade, durante anos por pesca predatória, espécies de peixes como esmedregal ramo, pargo, peixe espada, robalo, tainha, garoupa, e outras diversas variedades de peixe-gato, cação de vários tipos de tubarões. Tipos de crustáceos e mariscos como: caranguejos, camarão, lagostas, polvos, lulas, caramujos, e ostras.
O estado de Campeche era muito mais rico em termos de vida selvagem, mas devastação pela expansão da fronteira agrícola, exploração madeireira seletiva e irracional, e abuso na caça de espécies como o veado e alguns gatos e outras espécies, modificaram ao longo das décadas a fauna no estado. Campeche tem três áreas de proteção ambiental para a flora e fauna, a reserva da biosfera, a reserva de Calakmul, e Laguna de Términos que juntos respondem por uma área de 1,810,597 hectares de áreas naturais protegidas no estado.

## Economia
Campeche total contribui 5,1% do PIB total do México. No entanto, há uma discrepância muito grande entre os trabalhadores do ramo do petróleo altamente remunerados, principalmente vindo de fora do estado, e moradores que não trabalham para a PEMEX. A maioria das terras é propriedade da comunidade sob o ejido sistema (61%), e (29%) é propriedade privada, o resto está sob controle estadual ou federal. Três em cada quatro residências estão em áreas urbanas, que geralmente têm serviços básicos. A maioria destes são residências feitas com paredes de concreto, e telhados de tijolos ou cimento. As residências rurais são geralmente de construção com materiais locais, que podem ter telhados de laminados, folhas de palmeira ou mesmo de papelão, paredes feitas de madeira, laminado ou com fundações em geral, de cimento ou terra batida. A maioria da população do estado, tem acesso a água corrente, coleta de lixo, e eletricidade disponível em mais de 80% das casas, mas de esgotos em apenas um terço. Os 65% por cento do território é explorado para extração dos produtos florestais, com mais de 25% utilizado para pastagem, com apenas 3,3% utilizada para a agricultura, e cerca de 5,5% utilizado para outros fins, tais como assentamentos humanos.

### Indústria

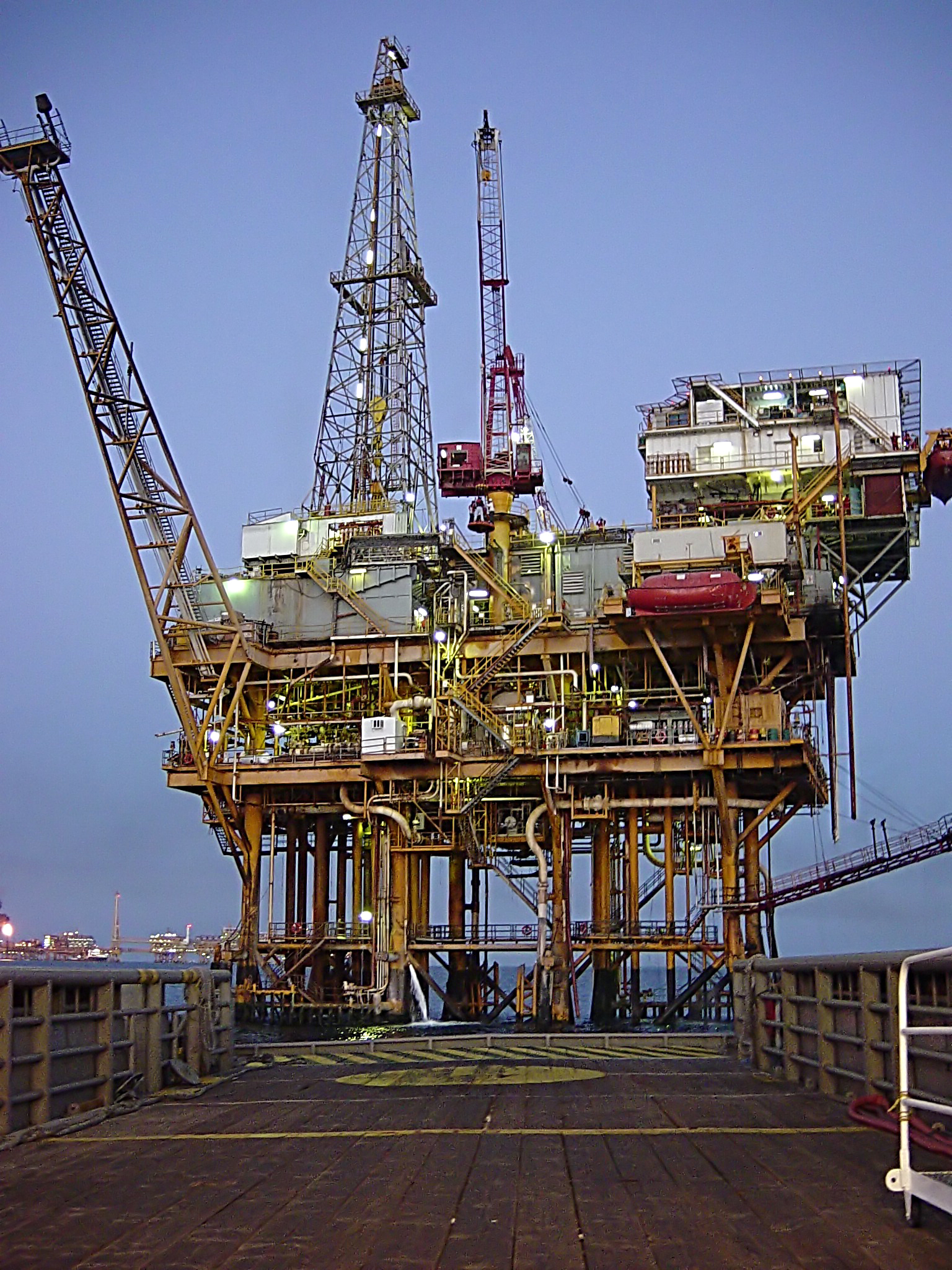
Plataforma de petróleo no Golfo do Mexico, próxima a Ciudad del Carmen.

A indústria do estado é composto por quatro ramos principais: a indústria de petróleo e gás, da construção e que reúne a pesca e agroindústrias. Pela sua importância econômica, os municípios de Campeche, Carmen e Champoton, concentrar 94% da indústria, que é formada por embalagem, conservação de espécies marinhas, bebidas, biscoitos, farinha, açúcar, embalagem de mel e de filtragem, extração de madeira, carpintaria, tinturas vegetais, moinhos, fábrica de bloco e cal, entre outros. A maioria das empresas são classificadas como indústrias de médias, micros e pequenas, e não tem uma base com o apoio de serviços de tecnologia, financeiro e advocacia em outros estados, no entanto, micros e pequenas empresas são 95% do total no estado e geram mais de 90% dos empregos na indústria. São registrados nas STYPS 1.388 empresas que empregam 61,408 trabalhadores.
Nos últimos anos, as empresas têxteis têm unidades de montagem região para o seu desenvolvimento, assim agora pode ser visto números crescentes destes estabelecimentos no estado, representado pelas seguintes empresas: Company Shirh Calkini localizadas em Tepacan município de Calkini; Têxtil Township Blazer em  Lerma no município de Campeche, Campeche Qualidade Têxtil na aldeia de Becal também município de Calkini; Manufacturing Karims Têxtil e Confecção do México na cidade de Campeche, e Têxtil Campeche.
Além disso, a produção de hidrocarbonetos como gás natural representa 37% da produção de petróleo bruto doméstico 76% em números absolutos, são 839.135 milhões de barris anualmente.

### Agricultura
A superficie agrícola no período 1996/2010, foi de 199,934 hectares dos quais 90.5% foram utilizados oa sistema de cultivos cíclicos, e 9.5% a cultivos perenes; desse total foi cultivado 86.28%. Em termos de volume de produção, incluindo as culturas cíclicas, milho em grão foi de 384,582.11 toneladas, arroz 40,674.50, e sorgo 21,331.00 toneladas. Outros produtos que se destacam por sua produção são a pimenta-jalapenho com 34,185 toneladas e a melancia com 38,462.44 toneladas; em relação aos cultivos denominados perenes, a cana de açúcar teve um volume de 322,308.50 toneladas. Entre as frutas se sobressaem os cítricos que contribuíram com 49,376 toneladas e a manga con 42,933.70 toneladas.

### Agropecuária
Apesar da produção agropecuária do estado ser encontrada no sul e centro, onde se concentra a maior população da espécie bovina, dadas as características naturais que favorecem o seu desenvolvimento, em 2010 teve um total de 648.315 mil cabeças da gado, o que geralmente são operados com duplo propósito de carne e leite, os porcos têm um estoque de 140 mil cabeças, esta espécie é explorada tanto no doméstico, como fazendas geralmente estão localizados nas regiões central e norte do estado. As aves, que também inclui perus, com uma população equivalente a 1.399.305 mil e está no centro e norte do estado, onde se estabeleceram a maioria das fazendas que se dedicam à exploração desta espécie, e também pratica de forma doméstica.
A caprinocultura tem um total de 40000 cabeças de gado e há 119395 colmeias, distribuídas na geografia do estado, especialmente onde a floração é benéfica para a sua produção. As carnes de aves e bois, são os maiores volumes que estão no total do estado, a produção de carne bovina foi de 19.777 mil toneladas, e de aves que inclui peru, com um volume de 8.226 toneladas. Porcos com 3.593 toneladas, caprinos com 180 toneladas, o que significa que a produção na última categoria não é significativa, mas gradualmente é introduzida no mercado.
Com relação à pecuária total, chegou para o ano em questão o total de $551,7 milhões de pesos mexicanos, dos quais 66,45% foram gerados pela produção de bovinos, 21,64% de aves, 11,37% carne de porco e, finalmente a caprinocultura contribuiu com apenas 0,54%. O valor da produção de outros produtos animais foi de 124,9 milhões de pesos, dos quais 34,6% corresponderam a um volume de produção de leite de 18,59 milhões de litros, 33,39% foram aportados pela produção de ovos com 3,342.5 toneladas de volume e 31,97% do valor referido, foi gerado pela produção de cera de mel, com o seu derivado que atingiu um volume de 39.929 toneladas.

### Comércio
O estado de Campeche tem um comércio que é muito tradicional, composto basicamente de pequenos estabelecimentos, como bancas de jornais e lojas de conveniência, que geralmente têm a característica de empresas familiares, baixo investimento e uma administração incipiente. De acordo com STYPS, o estado tem 1885 negócios registados neste escritório e empregando 14,891 trabalhadores.
Nas últimas décadas, começou o processo de modernização deste setor, com a introdução de centros comerciais, mesmo gerando uma dinâmica de negócios com potencial de crescimento no setor, apresentando fornecimento ao consumidor com melhoras local e regional e as opções de preços. Entre os shoppings que se destacam por sua importância, são: Plaza Ah-Kim-Pech, Plaza Universidad, Plaza del Mar, Crystal Square Shopping, Plaza Chedrauhi e São Francisco de Assis, com presença nas cidades de Campeche e Carmen.
A atividade de comércio exterior se baseia na exportação de camarão, peixe, mel e sistemas agroflorestais, as importações são diversas e na maioria dos casos, estes são produtos para consumo imediato, mas com menor valor comercial das importações de bens de capital, como máquinas e equipamentos, com a Petróleos Mexicanos, que demandam estes produtos na sua maioria.

### Turismo
Campeche tem 449 unidades dedicadas a serviços de apoio turístico, a 46,10% das unidades são restaurantes, os bares são 22,71%,  as lojas de artesanato são 23,60%, e em menor número e proporção de agências de viagens, com um total de 26 e que juntos respondem por 5,79% dessas unidades. O aluguel de automóveis, representam 1,80% do turismo serviços de apoio. Ele tem alguns bondes turísticos que percorrem os monumentos coloniais, e históricos cidade de Campeche.
Como parte da infra-estrutura hoteleira, o estado de Campeche tem 126 estabelecimentos, localizados principalmente nas cidades de Campeche, Carmen e Champotón, classificados nas seguintes categorias: 34,12% são encaminhados para duas estrelas, 20,63% é uma estrela a categoria econômica é uma presença de 24,60% da infra-estrutura existente, e é de apenas 1,6% de cinco estrelas e 19,1% são hotéis de 3 e 4 estrelas.
Grande parte do território do Campeche está cheia de vários sítios arqueológicos, quase todos que são maias. Estes sítios são muito menos conhecidos, e visitados do que sítios no leste, como Chichén Itzá ,Uxmal e Tulum que são mundialmente conhecidos. Um sítio precoce e importante é Edzná, localizado perto da cidade de Campeche, em uma região conhecida como Los Chenes. Foi um dos mais importantes centros cerimoniais no período pré-clássico maia (300-900 a.c).

## Educação
O número médio de anos de escolaridade para pessoas com mais de 15 anos de idade é de 8,5, o que significa que o nível de escolaridade total do estado é até o ensino médio. Este valor é ligeiramente inferior à média nacional de 8,6. Mais de 55% terminam a escola primária e mais de 35%terminam um nível escolar elevado, seja na formação técnica ou universitária. O Estado tem mais de 1.800 escolas do pré-escolar ao nível universitário. Estes incluem dezessete faculdades e vinte e oito outras instituições de ensino superior.
A primeira instituição de ensino no estado, foi localizada no antigo mosteiro de San José, na cidade de Campeche, fundada pelos jesuítas em 1756, chamado Colegio de San José Clerical. Em 1823, seu nome foi mudado para Colegio Clerical de San Miguel de Estrada, após as leis de reforma o mosteiro foi fechado, o Instituto Campechano foi criado em 1859 pelo então governador Pablo García no mesmo edifício. O Instituto funcionou até meados do século XX, quando foi substituído pela Universidade de Campeche, que foi inicialmente instalada no Instituto.
A Universidade Autónoma de Campeche foi fundada em 1957, pelo estado para sistematizar o ensino superior no estado como sua primeira universidade principal. A instituição funcionava em vários edifícios até meados dos anos 1960, quando o campus Cidade Universitária foi construído, e chamado a Universidade del Sudeste. Este nome foi mudado para o atual em 1989. A universidade oferece vinte e três graduações de bacharel e oito pós-graduações.
O Instituto Tecnológico de Campeche foi fundado em 1976, com o nome de Instituto Tecnológico Regional de Campeche, como parte de um sistema nacional de escolas técnicas com apenas dois cursos. O Instituto ganhou seu próprio campus em 1978, e seu nome atual foi adotado na década de 1980.

### Universidades
Públicas
- Universidad Autónoma de Campeche (UACAM)
- Universidad Pedagógica Nacional (UPN)
- Colegio de la Frontera Sur (ECOSUR)
- Escuela Normal Superior Federal de Campeche (ENSFCAM)
- Instituto Campechano (IC)
- Instituto Tecnológico de Campeche (ITCAMP)
- Instituto Tecnológico de Lerma
- Universidad Autónoma del Carmen (UNACAR)
- Universidad Pedagógica Nacional (UPN)
- Universidad Tecnológica de Campeche (UTCAM)
- Instituto Tecnológico Superior de Escárcega
- Escuela Normal Rural Justo Sierra Méndez
- Escuela Normal de Calkini
- Escuela Normal Profesor Pastor Rodríguez
- Instituto Tecnológico Superior de Calkini (ITESCAM)
- Instituto Tecnológico Superior de Champotón

Privadas
- Universidad Interamericana para el Desarrollo (UNID)
- Centro de Estudios Superiores del Sureste (CESS)
- Instituto de Educación Superior Guadalupe Victoria
- Instituto Morelos
- Instituto Tecnológico y de Estudios Superiores René Descartes
- Universidad Interamericana del Norte (UIN)
- Universidad Mundo Maya (UMMA)
- Instituto de Estudios Superiores de Campeche
- Universidad Mundo Maya (UMMA)
- Centro Americano de Estudios Superiores
- Centro de Estudios Superiores Isla del Carmen (CESIC)
- Escuela Superior de Turismo Justo Sierra Méndez
- Universidad del Desarrollo Profesional (UNIDEP)
- Colegio Escárcega
- Escuela de Educación Superior Román Piña Chan

## Municípios do estado
- Calkiní
- Campeche
- Carmen
- Champotón
- Hecelchakán
- Hopelchén
- Palizada
- Tenabo
- Escárcega
- Calakmul
- Candelaria